# Marie Josefa Saská (1803–1829)
Marie Josefa Saská (Maria Josepha Amalia Beatrix Xaveria Vincentia Aloysia Franziska de Paula Franziska de Chantal Anna Apollonia Johanna Nepomucena Walburga Theresia Ambrosia; 6. prosince 1803, Drážďany – 17. května 1829, Aranjuez) byla saská princezna a španělská královna, třetí manželka Ferdinanda VII. Byla nejmladší dcerou prince Maxmiliána Saského a Karoliny Bourbonsko-Parmské.

## Život
Marie Josefa Amálie se narodila jako sedmé a nejmladší dítě saského prince Maxmiliána a parmské princezny Karolíny, dcery toskánského vévody Ferdinanda a arcivévodkyně Marie Amálie. Její otec byl nejmladším synem saského kurfiřta Fridricha Kristiána a Marie Antonie Bavorské. Sourozenci Marie Josefy Amálie byli mimo jiné toskánské velkovévodkyně Marie Ferdinanda a Marie Anna a saští králové Fridrich August II. a Jan I.
Marie o matku přišla, když jí byly necelé čtyři měsíce. Otec ji poté poslal do kláštera u Labe na výchovu k jeptiškám. Princezna měla přísnou náboženskou výchovu a celý život byla oddanou katoličkou. 20. října 1819 se v Madridu vdala za španělského krále Ferdinanda VII., jehož první dvě manželky zemřely, aniž by mu daly dědice. Vroucí touhou krále bylo, aby toto manželství bylo požehnáno žijícími syny a dědici trůnu.
Ačkoli byla nová mladičká španělská královna v některých ohledech naivní a nezkušená, Ferdinand se do saské mladé princezny zamiloval díky její kráse, něžnosti, příjemné povaze a jejímu laskavému chování. Mimo jiné byla nová královna Marie Josefa Amálie také považována za mnohem atraktivnější než předchozí manželky krále Ferdinanda VII., Marie Antonie Neapolsko-Sicilská a Marie Isabela Portugalská.  
Klášterní výchova a nezkušenost vedly k tomu, že Marie Josefa odmítala intimní kontakty s manželem. To se projevilo během jejich svatební noci, kdy byla mladá ještě ani ne 16letá nevěsta, vychovaná v hluboce nábožensky založeném prostředí a bez jakéhokoli poučení o sexualitě, značně vyděšená. Poté, co její 35letý manžel Ferdinand, vstoupil do jejích komnat zcela nahý, vyběhla z pokoje se strachem a křikem, což jejího manžela rozlítilo. Po krátkém přesvědčování její švagrovou Marií Františkou Portugalskou, se Marie o chvíli později vrátila za králem do svých komnat, ale byla tak hluboce vyděšená, že se těsně před stykem pomočila a pokálela, čímž Ferdinanda ještě více rozzlobila a zabránila naplnění manželství. Po nevydařené svatební noci Marie ještě dlouho odmítala spát s králem. Až dopis papeže Pia VII. ji přesvědčil, že sexuální styk mezi manželi není v rozporu s dobrými mravy katolíků. Marie nakonec souhlasila, že bude se svým manželem sdílet manželské lože a dovrší jejich manželství, pod jednou podmínkou, že se oba pomodlí před provedením sexuálního aktu, což Ferdinand přijal bez jakýchkoli námitek.  
I přes pověstnou plodnost původem saských princezen a úspěšného navázaní intimního vztahu se královskému páru nedařilo počít společného potomka. Bylo povoláno množství lékařů, kteří měli královně pomoci počít potomka. Musela mimo jiné také navštívit lázeňská města Sacedón v provincii Guadalajara a Solán de Cabras v provincii Cuenca, jejichž prameny měly údajně schopnost zvyšovat lidskou plodnost. Přes veškerou snahu zůstalo třetí manželství Ferdinanda VII. bez dědiců a Marie se stáhla z veřejného života a často pobývala v královské paláci v Aranjuezu, v La Granja de San Ildefonso a v královském paláci Riofrío.  
Když počátkem roku 1823 zesílil konflikt mezi Ferdinandem VII. a liberální vládou a královská rodina byla po francouzské invazi do Španělska dokonce uvězněna v Cádizu, Marie Josefa Amalie projevila velký klid a nezlomnost a svého manžela povzbuzovala.  
Královna Marie Josefa Amálie byla zbožnou a sečtělou mladou ženou, která milovala poezii a ve svých mladších letech dokonce psala vlastní básně. Ve Španělsku se věnovala především charitativní činnosti, podporovala nemocnice, chudinské domy a vzdělávací instituce v Madridu, Valencii, Barceloně a dalších městech a v politických záležitostech se neangažovala. Povahou byla velmi samotářská a většinu času trávila v královském paláci v Aranjuezu.  
Královna však přesto zemřela bezdětná a předčasně. Stalo se tak 17. května 1829 v královském paláci v Aranjuezu v důsledku vážné nákazy žlutou zimnicí. Místem jejího posledního odpočinku je v hrobce infantů El Escorial, ve které jsou uloženi členové královské rodiny, kteří nikdy neusedli na trůn, a královny bez dědiců. Jelikož první tři manželství Ferdinand VII. zůstala bez potomků, oženil se pouhých sedm měsíců po smrti Marie znovu. Jeho čtvrtou manželkou se stala Marie Kristýna Neapolsko-Sicilská, která mu porodila budoucí španělskou královnu Isabelu II. a Infantku Luisu Fernandu.

## Vývod z předků
|                      |                                   |  |                    |                                             |  |  |  |  |  |  |  | August II. Silný |
|                      |                                   |  |                    |                                             |  |  |  |  |  |  |  |                  |
|                      | August III. Polský                |  |                    |                                             |  |  |  |  |  |  |  |                  |
|                      |                                   |  |                    |                                             |  |  |  |  |  |  |  |                  |
|                      |                                   |  |                    | Kristýna Eberhardýna Hohenzollernská        |  |  |  |  |  |  |  |                  |
|                      |                                   |  |                    |                                             |  |  |  |  |  |  |  |                  |
|                      | Fridrich Kristián Saský           |  |                    |                                             |  |  |  |  |  |  |  |                  |
|                      |                                   |  |                    |                                             |  |  |  |  |  |  |  |                  |
|                      |                                   |  |                    | Josef I. Habsburský                         |  |  |  |  |  |  |  |                  |
|                      |                                   |  |                    |                                             |  |  |  |  |  |  |  |                  |
|                      | Marie Josefa Habsburská           |  |                    |                                             |  |  |  |  |  |  |  |                  |
|                      |                                   |  |                    |                                             |  |  |  |  |  |  |  |                  |
|                      |                                   |  |                    | Amálie Vilemína Brunšvicko-Lüneburská       |  |  |  |  |  |  |  |                  |
|                      |                                   |  |                    |                                             |  |  |  |  |  |  |  |                  |
|                      | Maxmilián Saský                   |  |                    |                                             |  |  |  |  |  |  |  |                  |
|                      |                                   |  |                    |                                             |  |  |  |  |  |  |  |                  |
|                      |                                   |  |                    | Maxmilián II. Emanuel                       |  |  |  |  |  |  |  |                  |
|                      |                                   |  |                    |                                             |  |  |  |  |  |  |  |                  |
|                      | Karel VII. Bavorský               |  |                    |                                             |  |  |  |  |  |  |  |                  |
|                      |                                   |  |                    |                                             |  |  |  |  |  |  |  |                  |
|                      |                                   |  |                    | Tereza Kunhuta Sobieská                     |  |  |  |  |  |  |  |                  |
|                      |                                   |  |                    |                                             |  |  |  |  |  |  |  |                  |
|                      | Marie Antonie Bavorská            |  |                    |                                             |  |  |  |  |  |  |  |                  |
|                      |                                   |  |                    |                                             |  |  |  |  |  |  |  |                  |
|                      |                                   |  |                    | Josef I. Habsburský                         |  |  |  |  |  |  |  |                  |
|                      |                                   |  |                    |                                             |  |  |  |  |  |  |  |                  |
|                      | Marie Amálie Habsburská           |  |                    |                                             |  |  |  |  |  |  |  |                  |
|                      |                                   |  |                    |                                             |  |  |  |  |  |  |  |                  |
|                      |                                   |  |                    | Amálie Vilemína Brunšvicko-Lüneburská       |  |  |  |  |  |  |  |                  |
|                      |                                   |  |                    |                                             |  |  |  |  |  |  |  |                  |
| 'Marie Josefa Saská' |                                   |  |                    |                                             |  |  |  |  |  |  |  |                  |
|                      |                                   |  |                    |                                             |  |  |  |  |  |  |  |                  |
|                      |                                   |  | Filip V. Španělský |                                             |  |  |  |  |  |  |  |                  |
|                      |                                   |  |                    |                                             |  |  |  |  |  |  |  |                  |
|                      | Filip Parmský                     |  |                    |                                             |  |  |  |  |  |  |  |                  |
|                      |                                   |  |                    |                                             |  |  |  |  |  |  |  |                  |
|                      |                                   |  |                    | Alžběta Parmská                             |  |  |  |  |  |  |  |                  |
|                      |                                   |  |                    |                                             |  |  |  |  |  |  |  |                  |
|                      | Ferdinand Parmský                 |  |                    |                                             |  |  |  |  |  |  |  |                  |
|                      |                                   |  |                    |                                             |  |  |  |  |  |  |  |                  |
|                      |                                   |  |                    | Ludvík XV.                                  |  |  |  |  |  |  |  |                  |
|                      |                                   |  |                    |                                             |  |  |  |  |  |  |  |                  |
|                      | Luisa Alžběta Francouzská         |  |                    |                                             |  |  |  |  |  |  |  |                  |
|                      |                                   |  |                    |                                             |  |  |  |  |  |  |  |                  |
|                      |                                   |  |                    | Marie Leszczyńská                           |  |  |  |  |  |  |  |                  |
|                      |                                   |  |                    |                                             |  |  |  |  |  |  |  |                  |
|                      | Karolína Marie Tereza Parmská     |  |                    |                                             |  |  |  |  |  |  |  |                  |
|                      |                                   |  |                    |                                             |  |  |  |  |  |  |  |                  |
|                      |                                   |  |                    | Leopold Josef Lotrinský                     |  |  |  |  |  |  |  |                  |
|                      |                                   |  |                    |                                             |  |  |  |  |  |  |  |                  |
|                      | František I. Štěpán Lotrinský     |  |                    |                                             |  |  |  |  |  |  |  |                  |
|                      |                                   |  |                    |                                             |  |  |  |  |  |  |  |                  |
|                      |                                   |  |                    | Alžběta Charlotta Orléanská                 |  |  |  |  |  |  |  |                  |
|                      |                                   |  |                    |                                             |  |  |  |  |  |  |  |                  |
|                      | Marie Amálie Habsbursko-Lotrinská |  |                    |                                             |  |  |  |  |  |  |  |                  |
|                      |                                   |  |                    |                                             |  |  |  |  |  |  |  |                  |
|                      |                                   |  |                    | Karel VI.                                   |  |  |  |  |  |  |  |                  |
|                      |                                   |  |                    |                                             |  |  |  |  |  |  |  |                  |
|                      | Marie Terezie                     |  |                    |                                             |  |  |  |  |  |  |  |                  |
|                      |                                   |  |                    |                                             |  |  |  |  |  |  |  |                  |
|                      |                                   |  |                    | Alžběta Kristýna Brunšvicko-Wolfenbüttelská |  |  |  |  |  |  |  |                  |
|                      |                                   |  |                    |                                             |  |  |  |  |  |  |  |                  |